# バイメタル貨

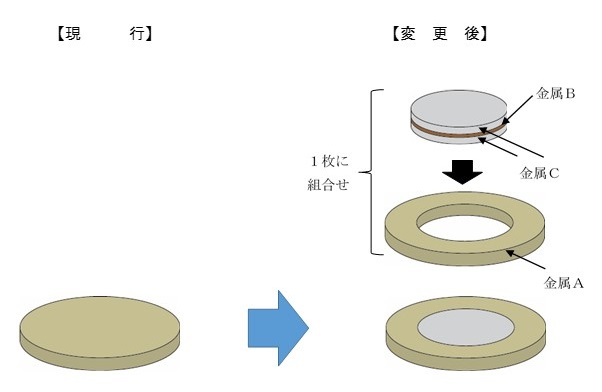
日本の500円バイカラー・クラッド貨の構造。中心部と外縁部（ニッケル黄銅）で異素材を組み合わせたバイメタル貨である。さらに中心部は白銅で銅を挟んだクラッド貨幣でもある。

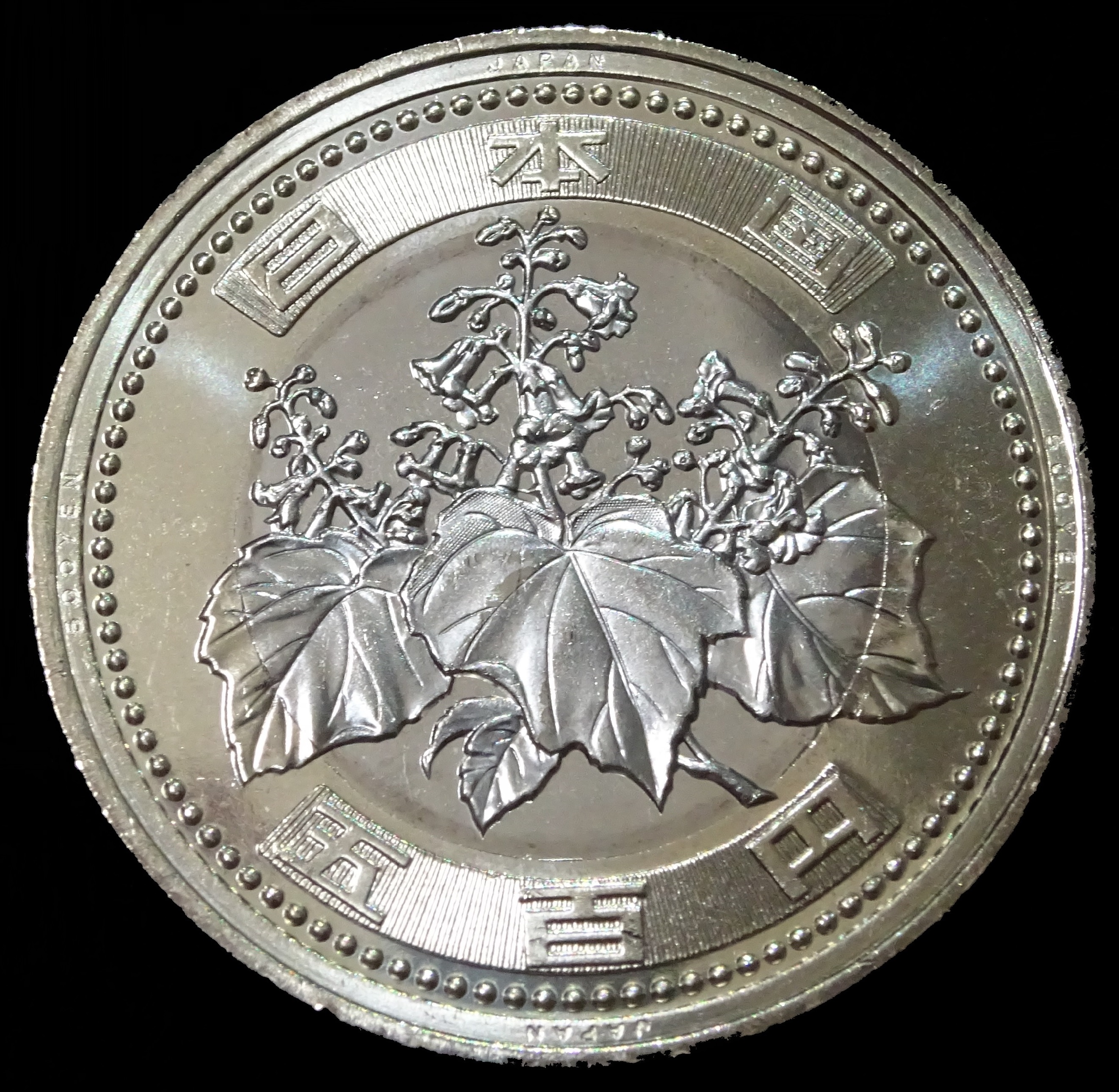
日本の500円バイカラー・クラッド貨（表面）

バイメタル貨（バイメタルか、英: Bi-metallic coin）またはバイカラー貨幣（バイカラーかへい、英: Bicolor coin）は、異なる種類の金属、もしくは合金を組み合わせて構成される硬貨のこと。中心部（コア）と外縁部（リング）で異なる金属、合金を配したものが一般的な構造である。
異なる種類の金属、合金をサンドイッチ状に重ね合わせたものはクラッド貨幣という。

## 特徴
製造方法は中心部と外縁部のそれぞれに隙間を作ってから同時に打ち抜き、隙間が互いに合致するようプレス機にかけられる。それ以外の工程は通常の硬貨とさほど変わらない。
バイメタル貨が採用される理由のひとつは通常の硬貨より偽造対策に優れている点が挙げられ、一般流通用で比較的高額な硬貨や、流通目的でない高額の記念硬貨にバイメタル貨が採用されることが多い。

## 実施例
近年、初めて広く流通したバイメタル貨は1982年から2001年まで発行されていた500イタリア・リラ硬貨である。そのほか、1988年から発行されていた10フランス・フラン硬貨も広く流通するバイメタル貨であった。2008年以降広く流通し、使用されているバイメタル貨は1ユーロ硬貨、2ユーロ硬貨、2UKポンド硬貨、2カナダ・ドル硬貨、5南アフリカ・ランド硬貨、10バーツ硬貨などがある。また、フランスの20フランのように三層構造になった所謂トリメタル貨幣を採用した国もある。
日本では、記念貨幣として2008年（平成20年）に地方自治法施行60周年記念五百円貨幣で初めて採用され、記念貨幣で採用済の技術及び素材を基に、通常貨幣としては2021年（令和3年）11月1日より流通開始した3代目の五百円硬貨で初採用された。これらは中心の銀色の部分と外縁部（ニッケル黄銅）で異素材を組み合わせたバイメタル貨であり、さらに中心の銀色の部分は白銅で銅を挟んだクラッド貨幣となっている。

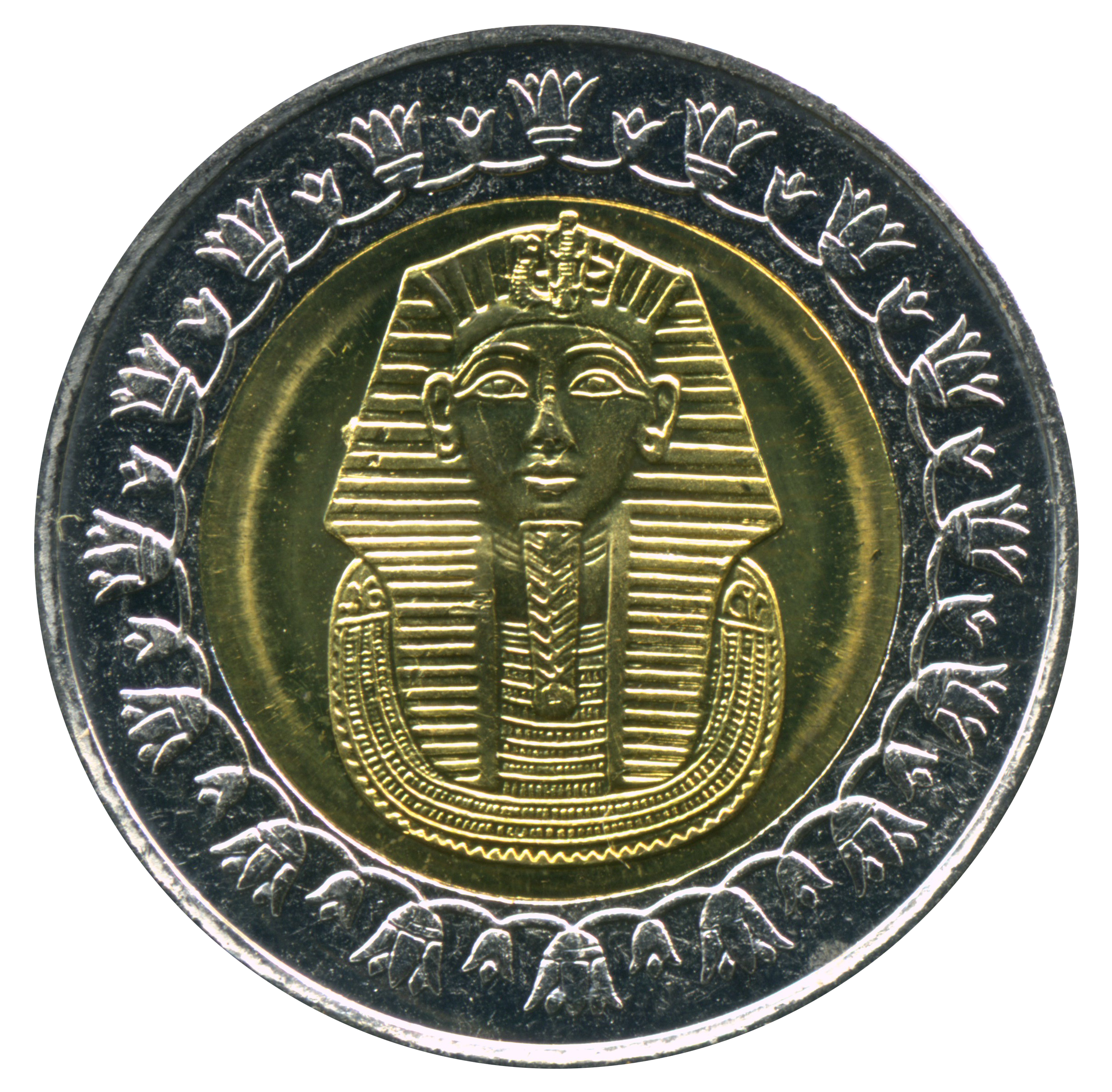
1ポンド硬貨（エジプト）
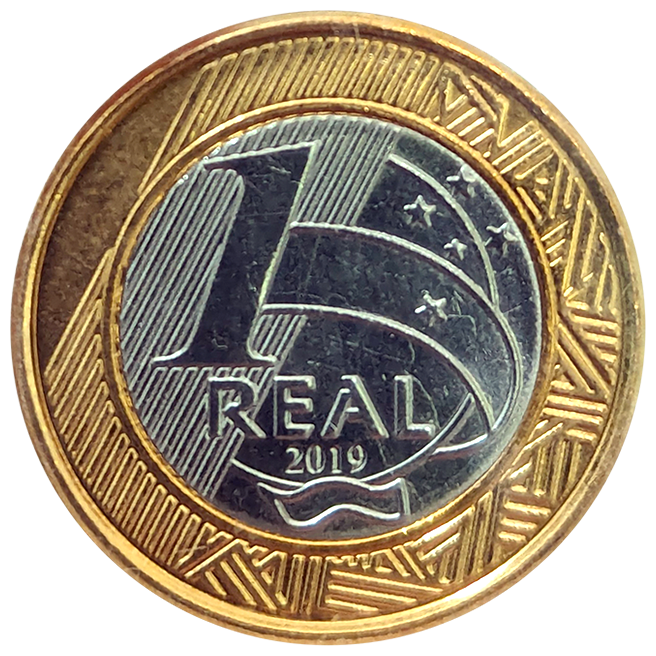
1レアル硬貨（ブラジル）
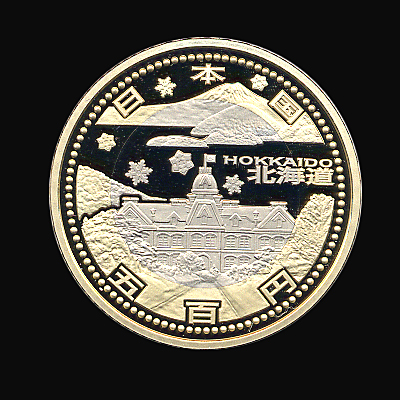
日本で初めて発行されたバイメタル貨の地方自治法施行60周年記念500円硬貨（中心部はクラッドメタルとなっている）

## 流通している国と地域

- 複数の種類が流通
- 1種類が流通
- 同等価値の非バイメタル貨と併せて流通